# Ernst W. Middendorff
Ernst W. Middendorff (* 24. September 1892 in Dortmund; † 12. Mai 1974 in Hannover) war ein deutscher Kaufmann und unter anderem alleiniger Geschäftsführer der Herrenhäuser Brauerei.

## Leben

### Familie
Ernst W. Middendorff heiratete 1926 Irmgard Grünewald, eine Tochter von Friedrich Grünewald. mit der er zwei Söhne hatte., 

### Werdegang
Ernst W. Middendorff absolvierte eine kaufmännische Lehre in einer Getreide-Importfirma.
Nach seiner Teilnahme am Ersten Weltkrieg trat er in Hannover zu Beginn der Weimarer Republik eine Stelle als Geschäftsführer einer anderen Getreidefirma an. Nach seiner Hochzeit mit Irmgard Grünewald 1926, Tochter des Aufsichtsratsvorsitzenden der Vereinsbrauerei Herrenhausen trat Ernst W. Middendorff in die in Herrenhausen ansässige Brauerei ein. 1943 wurde er zunächst Mitglied des Vorstandes, während sein Schwiegervater Vorstandsvorsitzender war. Im Folgejahr wurde das Unternehmen in eine GmbH umgewandelt.
Nach dem Krieg wurde Middendorff am 1. Oktober 1948 zum alleinigen Geschäftsführer des – zumindest hinsichtlich der Baulichkeiten im Krieg unbeschädigten – Unternehmens bestellt. Sein Schwiegervater war aus Altersgründen zurückgetreten.
Die Wiederaufbaujahre prägte Middendorff durch wesentliche technische Modernisierungen sowie Vergrößerungen der Baulichkeiten. 1954 trat seine Ehefrau Irmgard in den Beirat der GmbH ein, 1955 ihr Sohn Jürgen Middendorff in das Unternehmen.
1958 wurde die Vereinsbrauerei in „Brauerei Herrenhausen GmbH“ umbenannt, die 1961 den Export nach Übersee aufnahm und schon 1963/64 einen Ausstoß von mehr als 300.000 Hektoliter verzeichnete.

## Ehrenämter – Ehrungen – Auszeichnungen
Ernst W. Middendorf hatte verschiedene Ehrenämter in zahlreichen Organisationen inne, sowohl des Brauereigewerbes als auch anderer Wirtschafts- und Wohltätigkeitsorganisationen. Er war
- Vorsitzender des Verbandes der Brauereien von Hannover e.V.,[1]
- Mitglied des Bundesverbandes der Deutschen Industrie BDI, Landesvertretung Niedersachsen,[1]
- als Schatzmeister Mitglied des Verwaltungsrates der Versuchs- und Lehranstalt für Brauerei in Berlin,[1]
- stellvertretender Aufsichtsratsvorsitzender beim Deutschen Versicherungsschutz für Brauereien in Berlin,[1]
- ebenso bei der Gesellschaft für die Geschichte und Bibliographie des Brauwesens in Berlin,[1]
- in Hannover Mitglied im Verwaltungsrat[1]
  - der Technischen Hochschule[1]
  - sowie der Tierärztlichen Hochschule,[1]
- Mitglied verschiedener Gremien der Industrie- und Handelskammer Hannover,[1]
- Beirat[1]
  - bei der Deutschen Bank AG, Hannover,[1]
  - des Verbandes der Hannoverschen Industrie,[1]
  - der Verbindungsstelle Landwirtschaft – Gewerbliche Industrie Hannover e.V.,[1]
  - der Kinderheilanstalt in Hannover,[1]
  - des DRK-Cecilienstiftes in Hannover,[1]
  - des Studentenwerks Hannover, einer Anstalt des öffentlichen Rechts,[1]
- sowie Mitglied der Zulassungsstelle der Niedersächsischen Börse, Hannover.[1]

Middendorff war ein Förderer der Technischen Hochschule sowie der Tierärztlichen Hochschule Hannover, in beiden Universitäten sowohl Ehrenbürger als auch Ehrensenator.
1957 wurde Ernst W. Middendorff Honorarkonsul des Königreichs Norwegen.
Middendorff wurde mit dem Großen Bundesverdienstkreuz ausgezeichnet und mit dem Großen Niedersächsisches Verdienstkreuz.
Das Land Norwegen ehrte Ernst W. Middendorff mit dem Sankt-Olav-Orden als Ritter I. Klasse. Außerdem erhielt Middendorff die Goldene Ehrenmünze der Versuchs- und Lehranstalt Berlin.